# Volby do Abchazského lidového shromáždění 2022
Volby do Abchazského lidového shromáždění v roce 2022 probíhají v březnu 2022. První kolo se uskutečnilo 12. března, druhé konalo 26. března 2022.

## Průběh voleb
Do voleb se přihlásilo celkem 123 kandidátů, kteří soupeřili o přízeň obyvatelstva ve 35 volebních obvodech. Drtivá většina kandidátů byla bez stranické příslušnosti.

### První kolo
Volby v prvním kole provázela relativně nízká volební účast, průměrně 51 %, a v některých volebních obvodech, hlavně v Suchumi a v západní Abcházii, se pohybovala hluboko pod 40 %. To vyvolalo u některých pozorovatelů ze stran médií otázky, jakou mají tamní politici vůbec u obyvatel důvěru. Průběh samotný byl převážně klidný, bez incidentů.
V prvním kole konaném 12. března 2022 bylo zvoleno 17 nových zákonodárců (získali více než 50 % hlasů), z nichž jsou přibližně tři čtvrtiny provládního směru. Kuriózní situace nastala ve volebním obvodě č. 18, kde kandidovaly pouze dvě osoby: Leonid Lakerbaja a Beslan Tarkil. Ale ani jeden z nich nedostal potřebný počet hlasů, aby volby byly platné. U Leonida Lakerbaji šlo o rozdíl jediného hlasu. Opakovaná volba v prvním kole se zde uskuteční dle zákona nejpozději do dvou měsíců. Ve zbývajících 17 obvodech se rozhodovalo ve druhém kole, jež bylo naplánováno na 26. března.
Dle ohlasů po skončení prvního kola v mnoha volebních obvodech zvítězili nebo postoupili ti kandidáti, kteří se v politice angažují poprvé. Mnozí z nich se vůbec neúčastnili předvolebních debat a svou kampaň zaměřovali na řešení každodenních otázek občanů žijících v příslušném volebním obvodě.

### Druhé kolo
26. března 2022 se konalo v 17 volebních obvodech druhé kolo, kde se rozhodovalo mezi dvěma kandidáty s nejvyšším ziskem hlasů z prvního kola, ale ani jeden nedostal více než 50 %. Dle Ústřední volební komise Abcházie se druhého kola zúčastnilo 36 885 voličů (volební účast dosáhla 54,52 %) a zvoleno bylo 16 nových poslanců. Volební účast ve druhém kole byla tedy průměrně o něco vyšší než v prvním. Pouze ve volebním obvodě č. 8 došlo k další kuriózní situaci, kdy oba kandidáti získali stejný počet hlasů. Dle předsedy Ústřední volební komise Dmitrije Maršana se takový případ stal v dějinách Abcházie vůbec poprvé. Volby v tomto obvodě se tedy musejí zopakovat stejně jako v obvodě č. 18.

### Opakovaná hlasování
Ve volebním obvodu č. 18 byl stanoven dodatečný termín konání voleb na 14. května 2022. Ve volebním obvodě č. 8 se volby zopakují 28. května.

## Výsledky
Ústřední volební komise Republiky Abcházie vydala po konání prvního kola následující výsledky. Volební účast v celé Abcházii dosáhla v prvním kole 51,2 % Po spočítání hlasů druhého kola oznámila Ústřední volební komise tyto výsledky. V řádném termínu tedy bylo zvoleno 33 zákonodárců z 35.
| Číslo volebního obvodu | Volební obvod            | Volební účast       | Zvolený kandidát               | Výsledky prvního kola | Výsledky druhého kola                                                            |
| ---------------------- | ------------------------ | ------------------- | ------------------------------ | --- | -------------------------------------------------------------------------------- |
| 1                      | Nový rajón 1 (Suchumi)   | 2121 osob (40,52 %) | Inar Gicba                     | Inar Albertovič Gicba (44,13 %) Gunda Sergejevna Kvicinijová (29,7 %) Ramaz Givijevič Džopva | Inar Albertovič Gicba (1287 hlasů) Gunda Sergejevna Kvicinijová                  |
| 2                      | Nový rajón 2 (Suchumi)   | 1510 osob (28,3 %)  | Astamur Gerchelija (Amcachara) | Dmitrij Garrijevič Chalbad (47,02 %) Astamur Batalovič Gerchelija (Amcachara) (40,66 %) Jelena Nikolajevna Žilinskaja Beslan Ivanovič Avidzba (Amcachara) | Astamur Batalovič Gerchelija (Amcachara) (1024 hlasů) Dmitrij Garrijevič Chalbad |
| 3                      | Stará čtvrť (Suchumi)    | 1853 osob (36,69 %) | Narsou Salakaja                | Narsou Beslanovič Salakaja (40,74 %) Chyna Vladimirovič Dumava (24,12 %) Said Tarielovič Dgebija Gennadij Alekojevič Ardzinba Beslan Jurjevič Torčva (Amcachara) | Narsou Beslanovič Salakaja (1215 hlasů) Chyna Vladimirovič Dumava                |
| 4                      | Sever (Suchumi)          | 2005 osob (52,09 %) | Erik Rštuni                    | Batal Eduardovič Aiba (23,9 %) Erik Sagatelovič Rštuni (21,4 %) Dmitrij Eduardovič Žiba Šamil Omarovič Adzynba David Guramovič Čcheidze Aljas Borisovič Asabva | Erik Sagatelovič Rštuni (1015 hlasů) Batal Eduardovič Aiba                       |
| 5                      | Sinopský (Suchumi)       | 1902 osob (47,5 %)  | Laša Ašuba                     | Laša Nugzarovič Ašuba (98,42 %) (neměl protikandidáta; 1,58 % hlasů tedy neplatných) | –                                                                                |
| 6                      | Střed (Suchumi)          | 2697 osob (48,6 %)  | Dmitrij Maršanija              | Dmitrij Aleksandrovič Maršanija (40,64 %) Raul Valerjevič Lolua (18,06 %) Erast Ramzanovič Agumava Dmitrij Kapitonovič Amičba Konstantin Andrejevič Tužba Alchas Otarovič Aslandzija | Dmitrij Aleksandrovič Maršanija (1763 hlasů) Raul Valerjevič Lolua               |
| 7                      | Bibliotéka (Suchumi)     | 2651 osob (48,9 %)  | Rašída Aibová                  | Rašída Azaretovna Aibová (23,69 %) Amiran Georgijevič Kakalija (17,88 %) Adgur Gennadijevič Lagvilava Temur Revazovič Rekvava Beslan Georgijevič Karčava Alexej Alexejevič Arčelija Laša Anatoljevič Zuchba Beslan Jurjevič Ačba Ruslan Antonovič Inapšba                                  | Rašída Azaretovna Aibová (1213 hlasů) Amiran Georgijevič Kakalija                |
| 8                      | Majáková čtvrť (Suchumi) | 2008 osob (49,2 %)  | –                              | Naur Gennadijevič Narmanija (25,7 %) Leon Revazovič Gubaz (23,68 %) Iraklij Zaurjevič Čačchalija Astamur Valerjevič Kakalija (Abchazská národní strana) Anneta Sergejevna Bganbová Anna Vladimirovna Kaljaginová (Strana ekonomického rozvoje Abcházie) Vitalij Viktorovič Gabnija (Apsny) | Naur Gennadijevič Narmanija (989 hlasů) Leon Revazovič Gubaz (989 hlasů)         |
| 9                      | Východ (Suchumi)         | 2181 osob (53,1 %)  | Kan Kvarčija                   | Kan Valerjevič Kvarčija (53,74 %) Said Igorjevič Gezerdava David Čičovič Pilija Aleksandr Romanovič Basarija (Strana ekonomického rozvoje Abcházie) Šabat Irodionovič Džikirba | –                                                                                |
| 10                     | Picunda                  | 1329 osob (30,4 %)  | Daut Chutaba                   | Daut Vitaljevič Chutaba (98,27 %) (neměl protikandidáta; 1,73 % hlasů tedy neplatných) | –                                                                                |
| 11                     | Bzyb                     | 2099 osob (39,7 %)  | Timur Beja                     | Timur Abesalomovič Beja (77,56 %) Artur Mirodovič Ankvab Jevgenij Antipovič Kondžarija | –                                                                                |
| 12                     | Gagra                    | 2444 osob (53,8 %)  | Astamur Aršba                  | Astamur Borisovič Aršba (51,15 %) Samson Anzorovič Demerdžiba Daut valentinovič Agrba Achra Chirbejevič Abidžba | –                                                                                |
| 13                     | Gagra – město            | 3054 osob (43,7 %)  | Alchaz Barcic                  | Alchaz Valikovič Barcic (48,79 %) Revaz Šalvovič Benija (20,89 %) Aleksandr Vladimirovič Cišba Izolda Stanislavovna Chagbová | Alchaz Valikovič Barcic (2109 hlasů) Revaz Šalvovič Benija                       |
| 14                     | Candrypš                 | 1882 osob (34,5 %)  | Galust Trapizonjan             | Galust Parnakovič Trapizonjan (96,65 %) (neměl protikandidáta; 3,35 % hlasů tedy neplatných) | –                                                                                |
| 15                     | Othara                   | 2058 osob (69,3 %)  | Badrik Pilija                  | Badrik Igorjevič Pilija (33,72 %) Almaschan Eduardovič Barcic (32,41 %) Ivan Dorofejevič Tarba Valerij Ivarbejevič Cičinava | Badrik Igorjevič Pilija (1130 hlasů) Almaschan Eduardovič Barcic                 |
| 16                     | Durypš                   | 1949 osob (48,0 %)  | Beslan Chalvaš                 | Beslan Viktorovič Chalvaš (70,09 %) Astamur Vjačeslavovič Džugelija | –                                                                                |
| 17                     | Lychny                   | 2101 osob (55,7 %)  | Aslan Lakoba                   | Aslan Sultanovič Lakoba (63,49 %) Farid Mizanovič Kobachija | –                                                                                |
| 18                     | Gudauta – město 1        | 1813 osob (49,1 %)  | –                              | Leonid Ivanovič Lakerbaja (Aitaira) (49,9 %) Beslan Ivanovič Tarkil (45,5 %) |                                                                                  |
| 19                     | Gudauta – město 2        | 1645 osob (51,7 %)  | Alchas Chagba                  | Alchas Esmetovič Chagba (58,48 %) Astamur Jakovlevič Achba | –                                                                                |
| 20                     | Aacy                     | 2653 osob (69,8 %)  | Alisa Gularijová (Amcachara)   | Alisa Zaurovna Gularijová (Amcachara) (31,5 %) Rustam Garrijevič Marcholija (23,67 %) Alias Vitalijevič Avidzba Nonna Vladimirovna Smyrová Oleg Igorjevič Otyrba Ruslan Michailovič Ladarija                                                                                               | Alisa Zaurovna Gularijová (Amcachara) (1451 hlasů) Rustam Garrijevič Marcholija  |
| 21                     | Nový Athos               | 1562 osob (59,9 %)  | Achra Pačulija                 | Natali Viktorovna Smyrová (47,25 %) Achra Georgijevič Pačulija (42,61 %) Madina Nalijevna Butbová | Achra Georgijevič Pačulija (928 hlasů) Natali Viktorovna Smyrová                 |
| 22                     | Ešera                    | 1185 osob (52,8 %)  | Fazilbej Avidzba               | Almaschan Zurabovič Ardzinba (45,2 %) Fazilbej Lizberovič Avidzba (30,57 %) Achra Viktorovič Smyr | Fazilbej Lizberovič Avidzba (741 hlasů) Almaschan Zurabovič Ardzinba             |
| 23                     | Gumista                  | 1936 osob (58,5 %)  | Levon Galustjan                | Levon Miružanovič Galustjan (52,69 %) Artur Borisovič Ičmeljan | –                                                                                |
| 24                     | Pšap                     | 1637 osob (48,8 %)  | Ašot Minosjan                  | Ašot Vargamovič Minosjan (64,57 %) Ašot Kirkorovič Oksuzjan Chačik Migranovič Takmazjan | –                                                                                |
| 25                     | Mačara                   | 2882 osob (49,6 %)  | Ivan Sadzba                    | Ivan Astikovič Sadzba (50,89 %) Said Gennadijevič Charazija | –                                                                                |
| 26                     | Dranda                   | 2303 osob (58,3 %)  | Adgur Charazija                | Adgur Rafetovič Charazija (50,28 %) Ilja Čičikovič Gunija Jelena Zaurovna Čačchalijová | –                                                                                |
| 27                     | Baslachu                 | 1467 osob (61,9 %)  | Venori Bebija                  | Venori Bebija (65,85 %) Grigorij Stanislavovič Lacužba | –                                                                                |
| 28                     | Gup                      | 1599 osob (73,6 %)  | Demur Gogija                   | Demur Ruslanovič Gogija (32,71 %) Tengiz Rudikovič Kakubava (Amcachara) (29,02 %) Erik Pavlovič Chašba Astamur Omarovič Logva | Demur Ruslanovič Gogija (922 hlasů) Tengiz Rudikovič Kakubava (Amcachara)        |
| 29                     | Člou                     | 1805 osob (72,0 %)  | Almas Akaba (Amcachara)        | Almas Daurovič Akaba (Amcachara) (43,71 %) Astamur Adikovič Tarba (32,85 %) Astanda Rodikovna Džopvová | Almas Daurovič Akaba (Amcachara) (1038 hlasů) Astamur Adikovič Tarba             |
| 30                     | Kutol                    | 1734 osob (70,4 %)  | Vachtangi Golandzija           | Vachtangi Vladimirovič Golandzija (58,02 %) Aslan Georgijevič Basarija | –                                                                                |
| 31                     | Kyndyg                   | 1667 osob (70,8 %)  | Rezo Zantarija                 | Rezo Platonovič Zantarija (56,39 %) Garri Gumarovič Kokaja | –                                                                                |
| 32                     | Očamčyra                 | 2072 osob (50,5 %)  | Batal Džopva                   | Batal Zurabovič Džopva (42,84 %) Ešsou Ivanovič Kakalija (25,82 %) Milana Beslanovna Cvižbová Gunda Rodikovna Cvižbová | Batal Zurabovič Džopva (1189 hlasů) Ešsou Ivanovič Kakalija                      |
| 33                     | Tkvarčal první           | 2061 osob (52,9 %)  | Beslan Emurchba (Amcachara)    | Beslan Enverovič Emurchba (Amcachara) (44,3 %) Damir Ivanovič Gorzolija (26,25 %) Aslan Borisovič Kmuzov Tajfun Najmovič Ardzinba | Beslan Enverovič Emurchba (Amcachara) (1372 hlasů) Damir Ivanovič Gorzolija      |
| 34                     | Tkvarčal druhý           | 1425 osob (71,9 %)  | German Kačarava                | German Vjačeslavovič Kačarava (43,93 %) Temur Elvardijevič Tkebučava (28,21 %) Abesalom Alexejevič Kvarčija Romeo Rojnovič Čerkezija | German Vjačeslavovič Kačarava (854 hlasů) Temur Elvardijevič Tkebučava           |
| 35                     | Gali                     | 1148 osob (79,4 %)  | Temur Šergelija                | Temur Adamurovič Šergelija (52,61 %) Anas Ruslanovna Kišmarijová Surija Danilovna Čamagvová Beslan Nurijevič Aršba Laša Nodarijevič Sakanija (Národní fronta Abcházie pro rozvoj a spravedlnost)                                                                                           | –                                                                                |